# Monumentul Anei Davila
Monumentul Anei Davila este opera sculptorului român Karl Storck și a fiului său sculptorul Carol Storck și a fost dezvelită în anul 1890. Statuia o reprezintă pe Ana Davila în costum popular. Alături de ea stă o fetiță orfană și desculță reprezentând generațiile de fete crescute în Azilul de Orfane „Elena Doamna” condus de Ana Davila. Realizată din marmură de Carrara statuia este așezată pe un soclu de piatră ridicat pe un postament de piatră cu trei trepte.
Statuia Anei Davila este primul monument închinat unei femei din istoria Bucureștiului. Monumentul a fost realizat prin subscripție națională din inițiativa unui comitet de doamne, soții de medici, colegi ai doctorului Carol Davila, după cum scrie pe soclu:
| ANA DAVILA ACEST MONUMENT S-A RIDICAT PRIN SUBSCRIPȚIE NAȚIONALĂ DIN INIȚIATIVA COMITETULUI COMPUS DIN DOAMNELE: ELENA DR. D. SEVEREANU ELENA DR. I. NICOLESCU ELENA DR. B. CONSTANTINESCU JOSEFINA DR. Z. PETRESCU VASILICA DR. D. DRĂGHICESCU ALEXANDRINA DR. ST. VELEANU PAULINA DR. V. VLĂDESCU MARIA DR. D. GRECESCU 1890 NOEMVRIE |

Ana Racoviță (1834-1874), din familia Goleștilor, nepoată a lui Dinicu Golescu, a devenit a doua soție a doctorului Carol Davila în 1861, după moartea primei soții, Maria Marsille. A fost directoarea Azilului de Orfane „Elena Doamna”. Din păcate Ana Davila a avut parte de un sfârșit prematur și accidental, la numai 40 de ani, când, lovită de un acces de friguri în timpul unei conferințe de-a soțului său, a primit din partea unui farmacist din asistență nu chinină, ci stricnină, care i-a fost fatală, și a murit la câteva minute după nefericitul accident.
Statuia este înscrisă în Lista monumentelor istorice 2010 - Municipiul București - la nr. crt. 2337, cod LMI B-III-m-B-20019.
Monumentul este amplasat în incinta Institutului Pedagogic (fosta Școală de fete „Elena Doamna”), în fața capelei „Sfânta Elisabeta Doamna” din Șoseaua Panduri nr. 90, sector 5.